# Sziasztok Lányok
A Sziasztok Lányok egy magyar könnyűzenei együttes, amely funky és jazz elemekkel átszőtt, táncolható popzenét játszik. Miután az együttes feloszlott Juhász 'Jack' Attila és Némó (Németh Gábor) 2004-ben megalapította a Club 54-et Gallusz Nikivel.

## Albumok
- 2001 – Sziasztok Lányok (Universal)

## Kislemezek
- 2001 – Szőke (Universal)
- 2001 – Itt járt a szerelem (Universal)
- 2002 – Gyújts tüzet a szívemben (Universal)